# Musculus tensor veli palatini
Der Musculus tensor veli palatini (lat. für „Gaumensegelspanner“) ist ein streifenförmiger Skelettmuskel des Kopfes seitlich des Musculus levator veli palatini. Er entspringt am Flügelfortsatz (Processus pterygoideus) des Keilbeins (Os sphenoidale) und der Seitenplatte der Eustachi-Röhre. Seine Ansatzsehne wird von einem kleinen hakenförmigen Knochenfortsatz (Hamulus pterygoideus) des Keil- bzw. Flügelbeins umgelenkt. An dieser Stelle ist sie von einem  kleinen Schleimbeutel unterlagert. Der Muskel setzt an der Gaumenaponeurose (Aponeurosis palatina) an. Er spannt das Gaumensegel (Velum palatinum, auch „weicher Gaumen“ Palatum molle). Die Innervation erfolgt durch einen Ast (Nervus pterygoideus medialis) des Nervus mandibularis (Hirnnerv VIII).
Der Muskel bewirkt, zusammen mit dem Musculus levator veli palatini, die Öffnung der rachenseitigen Öffnung der Eustachi-Röhre und ist damit am Druckausgleich zwischen Außenwelt und Mittelohr beteiligt. Bei Pferden liegt der Muskel dementsprechend an der Luftsackklappe und regelt deren Öffnung.